# Korsi

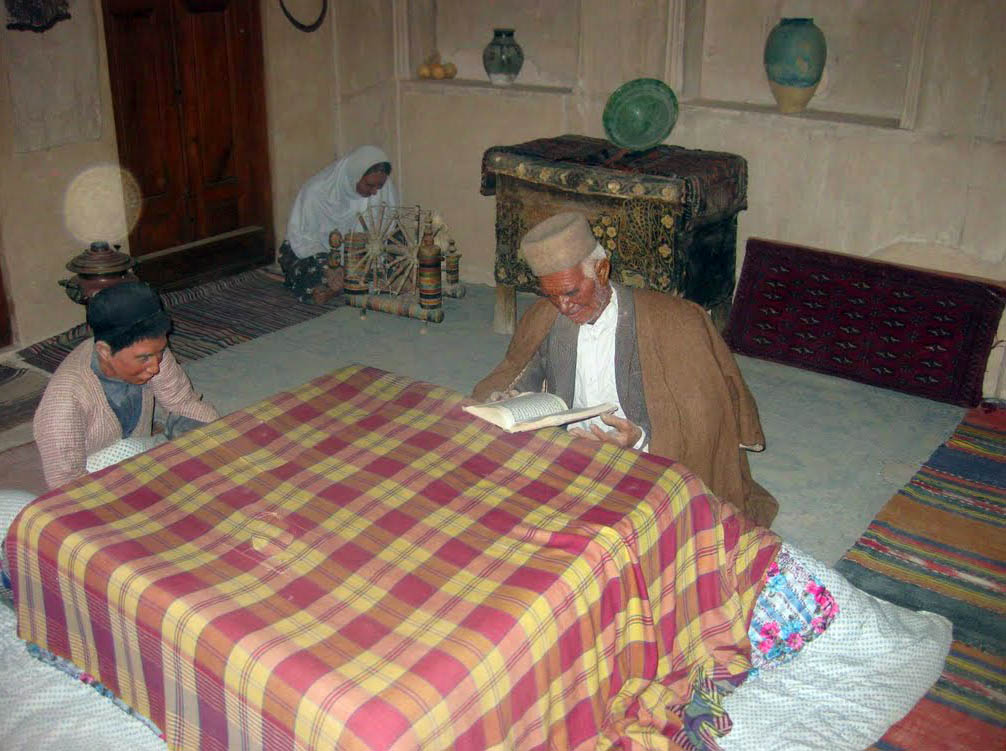
Un korsi en el Museo de Antropología de Naeen.

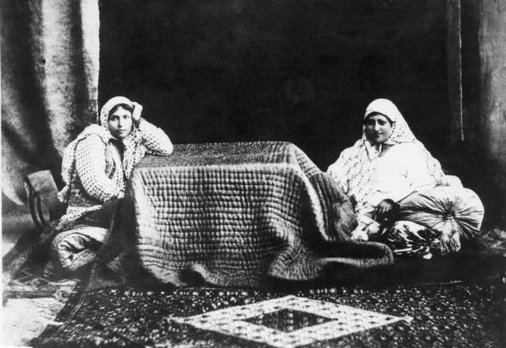
Korsí persa.

Un korsi o korsí (persa: کرسی) es una mesa baja propia de Irán, con un calefactor debajo de ella, y mantas que la recubren. Es un elemento del mobiliario tradicional de la cultura de Irán.
La familia o un grupo de personas se reúnen sentándose en el suelo rodeando el korsi durante el invierno. Era muy común que familias enteras se reunieran en torno al korsi durante los festejos anuales de Yaldā.
Los korsis suelen ser calefaccionados con elementos eléctricos o, tradicionalmente con un brasero conteniendo carbones encendidos que se colocan bajo la mesa. La mesa se cubre con una tela gruesa que cae por todos los laterales de manera de mantener a las personas abrigadas. Las personas se sientan sobre grandes almohadones alrededor del korsi con la tela cubriendoles el regazo.
Una alfombra tejida especial llamada ru korsi (persa: روکرسی) por lo general se coloca sobre las mantas para protegerlas de las salpicaduras de la comida.